# Renault Samsung QM5
O QM5 é um utilitário esportivo de porte médio da Renault Samsung Motors. Na Europa é comercializado sob o nome de Renault Koleos.
Algumas versões são equipadas com transmissão continuamente variável (Câmbio CVT).